# Дуглас-Гамильтон, Уильям, 12-й герцог Гамильтон
Уильям Александр Луи Стивен Дуглас-Гамильтон (англ. William Alexander Louis Stephen Douglas-Hamilton, 12th Duke of Hamilton; 12 марта 1845, Лондон — 16 мая 1895, Алжир) — шотландский аристократ, 12-й герцог Гамильтон и 9-й герцог Брендон (с 1863 года), 2-й герцог Шательро (с 1864 года), 8-й граф Селкирк (с 1886 года).

## Биография
Родился в Лондоне, старший сын Уильяма Дугласа-Гамильтона (1811—1863), 11-го герцога Гамильтона и 8-го герцога Брендона, и принцессы Марии-Амелии Баденской (1817—1888). С рождения до смерти деда в 1852 году носил титул учтивости граф Ангус, а в 1852—1863 годах — маркиз Дуглас.
Получил образование в Итоне и колледже Крайст-Чёрч Оксфордского университета.
В июле 1863 года после смерти своего отца Уильям Гамильтон унаследовал титулы герцогов Гамильтона и Брендона. В 1864 году французский император Наполеон III пожаловал Уильяму Гамильтону титул герцога де Шательро.
В 1867 году герцог Уильям Гамильтон, находившийся в полном финансовом крахе, выставил своего коня Кортолвина на стипль-чез в Эйнтри. Его беговая лошадь выиграла и спасла своего хозяина.
В 1882 году ценности, картины и мебель во дворце Гамильтон были проданы с аукциона. Торги аукциона «Кристис» продолжались 17 дней и принесли 400 тыс. фунтов стерлингов.
В 1886 году после смерти своего младшего брата Чарльза Джорджа Уильям унаследовал титул графа Селкирка.
В мае 1895 года 50-летний Уильям Гамильтон скончался в Алжире. Ему наследовал его пятиюродный брат Альфред Дуглас-Гамильтон (1862—1940) — потомок Джеймса Гамильтона, 4-го герцога Гамильтона.

## Семья и дети
10 декабря 1873 года в замке Кимболтон женился на леди Мэри Монтегю (1854—1934), дочери Уильяма Монтегю (1823—1890), 7-го герцога Манчестера, и Луизы Кавендиш (1832—1911). Дети:
- леди Мэри Луиза Дуглас-Гамильтон (1884—1957), жена (с 1906 года) Джеймса Грэма (1878—1954), 6-го герцога Монтроза.

## Комментарии
1. ↑  Возможен также вариант Луис.
2. ↑  13-й герцог был сыном капитана Чарльза Генри Гамильтона (1808—1873)[4], внуком Огастеса Гамильтона (1781—1849)[5], правнуком адмирала Чарльза Пауэлла Гамильтона (1747—1825)[6], праправнуком лорда Анна Гамильтона (1709—1748)[7] — младшего брата 5-го герцога.